# کورلا
کورلا یک شهر در سطح شهرستان و مرکز ولایت خودمختار بایینغولین مغول در منطقه خودمختار سین‌کیانگ اویغور در چین است. کورلا ۷٬۳۷۸ کیلومتر مربع مساحت دارد.
این شهر به خاطر گلابی‌های خوشبوی خود معروف است. اصطلاحا در زبان اویغور، به این شهر، لقب «نەشپۈت شەھىرى»، و در چینی «梨城» (به پین‌یین: Líchéng)، به معنی «شهر گلابی» را داده‌اند.
کورلا در حدود ۲۰۰ کیلومتر در جنوب غرب اورومچی واقع شده و ما به خاطر کوه‌های تیان شان جاده بین این دو شهر سخت‌گذر است.

## نام
- به اویغوری: كورلا شەھىرى
- به چینی: 库尔勒市، به پین‌یین: Kù'ěrlè Shì
- به مغولی: ᠬᠣᠷᠣᠯ ᠬᠣᠲᠠ، به لاتین: Qorol qota، معادل سیریلیک: Хорол хот

## جمعیت
| ترکیب قومیتی شهر کورلا | ترکیب قومیتی شهر کورلا | ترکیب قومیتی شهر کورلا | ترکیب قومیتی شهر کورلا | ترکیب قومیتی شهر کورلا |
| ---------------------- | ---------------------- | ---------------------- | ---------------------- | ---------------------- |
| قومیت                  | قومیت                  |                        | درصد                   | درصد                   |
| هان                    | هان                    |                        | ۶۶٫۶٪                  | ۶۶٫۶٪                  |
| اویغور                 | اویغور                 |                        | ۲۸٫۸٪                  | ۲۸٫۸٪                  |
| هوئی                   | هوئی                   |                        | ۲٫۴٪                   | ۲٫۴٪                   |
| مغول                   | مغول                   |                        | ۱٫۲٪                   | ۱٫۲٪                   |
| منجو                   | منجو                   |                        | ۰٫۲٪                   | ۰٫۲٪                   |
| سایر                   | سایر                   |                        | ۰٫۸٪                   | ۰٫۸٪                   |
| منبع سرشماری جمعیت :   |                        |                        |                        |                        |

## تاریخچه
اولین واحد تقسیماتی مدرن که معادل ولایت خودمختار بایینغولین مغول بود، در سال ۱۸۸۲ میلادی تحت نام «ولایت قره‌شهر»، شامل سه شهرستان بوگور، لوپنور، و یانچی تاسیس شد. در سال ۱۸۹۹ میلادی، نام این ولایت به «ولایت یانچی» تغییر کرد.
در سال ۱۹۳۹ میلادی «شهرستان کورلا»، با جدا شدن از شهرستان یانچی تاسیس شد.
در ژوئن سال ۱۹۵۴ میلادی، «ولایت یانچی» منحل شد. در این سال، ۲ واحد تقسیماتی جدید بجای این ولایت تاسیس شدند. اولین این دو، «ولایت خودمختار بایینغولین مغول» است که شامل ۳ شهرستان یانچی، هجینگ، و خوشوت، در بر گیرندهٔ ۱۱٪ مساحت «ولایت یانچی» در شمال آن. دومین این دو، «ولایت کورلا» است که شامل ۵ شهرستان کورلا، بوگور،لوپنور، شهرستان چارقیلیق، شهرستان چرچن در بر گیرندهٔ ۸۹٪ مساحت «ولایت یانچی» در جنوب آن. 
در همین تاریخ، «شهرستان یانچی» به «شهرستان خودمختار یانچی هوئی» تغییر وضعیت داد.
۶ سال بعد، در دسامبر سال ۱۹۶۰ میلادی، «ولایت کورلا» در «ولایت خودمختار بایینغولین مغول» ادغام شد. مرکز ولایت خودمختار بایینغولین مغول از یانچی به کورلا انتقال یافت.
در ژوئن سال ۱۹۷۹، از بخشی از اراضی «شهرستان کورلا» و شهرستان خودمختار یانچی هوئی، «شهر در سطح شهرستان» کورلا تاسیس شد.
چهار سال بعد، در اوت سال ۱۹۸۳ میلادی، «شهرستان کورلا» منحل شده و اراضی آن ضمیمهٔ «شهر در سطح شهرستان» کورلا شد.
در دسامبر سال ۲۰۱۲، با جدایی از اراضی تحت مدیریت شهر کورلا، باش‌اگیم/تیه‌منگوان به عنوان شهر وابسته به بینگتوان و «شهر تابع مستقیم منطقه خودمختار» تاسیس شده، از تابعیت ولایت خودمختار بایینغولین مغول در آمده، و مستقیما در تابعیت اداری منطقه خودمختار سین‌کیانگ قرار گرفت.

## تقسیمات اداری
شهر کورلا متشکل از ۷ ناحیه، ۳ شهرک، ۹ قصبه، و تعدادی میدان زراعتی، باغبانی، و دامپروری است.
- ناحیه اتفاق (به اویغوری: ئىتتىپاق كوچا باشقارمىسى)(به چینی:‌ 团结街道، به پین‌یین: Tuánjié Jiēdào)
- ناحیه سایباغ (به اویغوری: سايباغ كوچا باشقارمىسى)(به چینی:‌ 萨依巴格街道، به پین‌یین: Sàyībāgé Jiēdào)
- ناحیه تنگری‌تاغ/تیان‌شان (به اویغوری: تەڭرىتاغ كوچا باشقارمىسى)(به چینی:‌ 天山街道، به پین‌یین: Tiānshān Jiēdào)
- ناحیه ینگی‌شهر (به اویغوری: يېڭىشەھەر كوچا باشقارمىسى)(به چینی:‌ 新城街道، به پین‌یین: Xīnchéng Jiēdào)
- ناحیه بش‌یوتلوک (به اویغوری: بەشيۈتلۈك كوچا باشقارمىسى)(به چینی:‌ 新城街道، به پین‌یین: Xīnchéng Jiēdào)
- ناحیه چاویانگ (به اویغوری: چاۋياڭ كوچا باشقارمىسى)(به چینی:‌ 朝阳街道، به پین‌یین: Chāoyáng Jiēdào)
- ناحیه نشفوت‌زار (به اویغوری: نەشپۇتزار كوچا باشقارمىسى)(به چینی:‌ 梨香街道، به پین‌یین: Líxiāng Jiēdào)

- شهرک تاشدن (به اویغوری: تاشدەن بازىرى)(به چینی:‌ 塔什店镇، به پین‌یین: Tǎshídiàn Zhèn)
- شهرک شانگ‌هو (به اویغوری: شاڭخۇ بازىرى)(به چینی:‌ 上户镇، به پین‌یین: Shànghù Zhèn)
- شهرک شینیغا (به اویغوری: شىنىغا بازىرى)(به چینی:‌ 西尼尔镇، به پین‌یین: Xīní'ěr Zhèn)

- قصبه تکیچی (به اویغوری: تېكىچى يېزىسى)(به چینی:‌ 铁克其乡، به پین‌یین: Tiěkèqí Xiāng)
- قصبه چهارباغ (به اویغوری: چارباغ يېزىسى)(به چینی:‌ 恰尔巴格乡، به پین‌یین: Qiǎ'ěrbāgé Xiāng)
- قصبه ینگی‌شهر (به اویغوری: يېڭىشەھەر يېزىسى)(به چینی:‌ 	英下乡، به پین‌یین: Yīngxià Xiāng)
- قصبه لنگر (به اویغوری: لەڭگەر يېزىسى)(به چینی:‌ 兰干乡، به پین‌یین: Lángàn Xiāng)
- قصبه قوش‌اریق (به اویغوری: قوشئېرىق يېزىسى)(به چینی:‌ 和什力克乡، به پین‌یین: Héshílìkè Xiāng)
- قصبه قره‌یولغون (به اویغوری: قارايۇلغۇن يېزىسى)(به چینی:‌ 哈拉玉宫乡، به پین‌یین: Hālāyùgōng Xiāng)
- قصبه آوات (آباد) (به اویغوری: ئاۋات يېزىسى)(به چینی:‌ 	阿瓦提乡، به پین‌یین: Āwǎtí Xiāng)
- قصبه تاوورچی (به اویغوری: توۋۇرچى يېزىسى)(به چینی:‌ 托布力其乡، به پین‌یین: Tuōbùlìqí Xiāng)
- قصبه پوهوئی (به اویغوری: پۇخۇي يېزىسى)(به چینی:‌普惠乡، به پین‌یین: Pǔhuì Xiāng)

- میدان باغبانی چرچی (به اویغوری: چەرچى باغۋەنچىلىك مەيدانى)(به چینی:‌ 库尔楚园艺场، به پین‌یین: Kù'ěrchǔ Yuányìchǎng)
- میدان زراعتی باوتووهو (به اویغوری: باۋتۇخۇ دېھقانچىلىق مەيدانى)(به چینی:‌ 包头湖农场، به پین‌یین: Bāotóuhú Nóngchǎng)
- میدان زراعتی پوهوئی (به اویغوری: پۇخۇي دېھقانچىلىق مەيدانى)(به چینی:‌ 普惠农场، به پین‌یین: Pǔhuì Nóngchǎng)
- میدان زراعتی آوات (به اویغوری: ئاۋات دېھقانچىلىق مەيدانى)(به چینی:‌巴州阿瓦提农场، به پین‌یین: Bāzhōu Āwǎtí Nóngchǎng)
- میدان باغبانی سایدونگ (به اویغوری: سايدۆڭ باغۋەنچىلىك مەيدانى)(به چینی:‌ 库尔楚园艺场، به پین‌یین: Kù'ěrchǔ Yuányìchǎng)
- مزرعه لبنیاتی ولایتی (به اویغوری: ئوبلاستلىق سۈتچىلىك فېرمىسى)(به چینی:‌ 巴州奶牛场، به پین‌یین: Bāzhōu Nǎiniúchǎng)
- میدان دام‌پروری پوهوئی (به اویغوری: پۇخۇي چارۋىچىلىق مەيدانى)(به چینی:‌ 普惠牧场، به پین‌یین: Pǔhuì Mùchǎng)
- میدان دام‌پروری اقتصاد (به اویغوری: ئىقتىساد چارۋىچىلىق مەيدانى)(به چینی:‌ 经济牧场، به پین‌یین: Jīngjì Mùchǎng)
- میدان بذرکاری (به اویغوری: ئۇرۇق مەيدانى)(به چینی:‌ 良种场، به پین‌یین: Liángzhǒngchǎng)